# Salix excelsa
Salix excelsa es una especie de sauce perteneciente a la familia de las salicáceas. Es nativa de Asia.

## Descripción
Es un árbol de hasta 30 m de altura. Las ramas jóvenes glabras o escasamente pilosas, llegando a ser glabras, de color marrón o amarillento. Estípulas lanceoladas o subuladas, de hoja caduca. Pecíolo de 2-4 mm de largo, glabro, la lámina inicialmente de color blanco-plateado,  ampliamente elípticas de 5-8.5 cm de largo, 1.3-2 cm de ancho, estrechada en la base y la punta poco acuminada. Los amentos masculinos de 3-4.5 cm de largo, y  los femeninos de 1.5-3 cm de largo, y 0,5 cm de ancho, alargándose a 5 cm con el fruto. Este es una cápsula de c. 5-7 mm de largo.

## Distribución
Se encuentra en Pakistán (N. de Baluchistán, Gilgit, Kurram) Cachemira, (probablemente todos introducidos), Afganistán, Rusia (Asia Central), China (Kashgar), Irán, Irak, Turquía, Líbano y Siria.

## Taxonomía
Salix excelsa fue descrita por Samuel Gottlieb Gmelin y publicado en Reise durch Russland 3: 308, en el año 1774.
Etimología
Salix: nombre genérico latino para el sauce, sus ramas y madera.
excelsa: epíteto latino que significa "alta".
Sinonimia
- Salix alba var. australior Poljakov
- Salix australior Andersson
- Salix euapiculata Nasarow
- Salix litwinowii Goerz ex Nasarow
- Salix oxica Dode[5]